# اشتورمکه
اشتورمِکِه (به آلمانی: Störmecke) یک منطقهٔ مسکونی در آلمان است که در اشمالنبرگ واقع شده‌است. اشتورمکه ۳ نفر جمعیت دارد.